# Lucas Eduardo Ribeiro de Souza
Lucas Eduardo Ribeiro de Souza, noto anche con lo pseudonimo di Edu (Belo Horizonte, 16 giugno 2000), è un calciatore brasiliano, difensore del Vitória.

## Carriera
Edu è cresciuto nel settore giovanile del Cruzeiro. Nel giugno 2019 è stato convocato in prima squadra dall'allenatore Mano Menezes dopo la cessione di Murilo Cerqueira alla Lokomotiv Mosca.
Ha fatto il suo debutto il 22 gennaio 2020, sostituendo Jadsom al 58' della vittoria casalinga per 2-0 contro il Boa Esporte nel Campionato Mineiro. Ha segnato il suo primo gol il 13 febbraio, nel 2-2 in trasferta contro il São Raimundo-RR in Coppa del Brasile, incontro nel quale è anche stato espulso per somma di ammonizioni.
Il 5 giugno 2020 Edu è passato all'Athl. Paranaense con un contratto quadriennale. Utilizzato solamente nel Campionato Paranaense, l'8 settembre è stato prestato al Remo, dove però ha giocato un solo incontro di Copa Verde. Il 22 dicembre 2022 si è unito in prestito al Goiás in vista della stagione 2023.

## Statistiche

### Presenze e reti nei club
Statistiche aggiornate al 9 giugno 2023.
| Stagione                | Squadra                 | Campionato              | Campionato | Campionato | Coppe nazionali | Coppe nazionali | Coppe nazionali | Coppe continentali | Coppe continentali | Coppe continentali | Altre coppe | Altre coppe | Altre coppe | Totale | Totale | Totale |
| Stagione                | Squadra                 | Comp                    | Pres       | Reti       | Comp            | Pres            | Reti            | Comp               | Pres               | Reti               | Comp        | Pres        | Reti        | Pres   | Reti   |        |
| ----------------------- | ----------------------- | ----------------------- | ---------- | ---------- | --------------- | --------------- | --------------- | ------------------ | ------------------ | ------------------ | ----------- | ----------- | ----------- | ------ | ------ | ------ |
| 2020                    | Cruzeiro                | M1/MG+A                 | 2+0        | 0          | CB              | 1               | 1               |                    | -                  | -                  |             | -           | -           | 3      | 1      |        |
| 2021                    | Athl. Paranaense        | A1/PR+A                 | 3+0        | 0          | CB              | 0               | 0               | CS                 | 0                  | 0                  |             | -           | -           | 3      | 0      |        |
| 2021                    | Remo                    | B                       | 0          | 0          | CB              | 0               | 0               |                    | -                  | -                  | CV          | 1           | 1           | 1      | 1      |        |
| 2022                    | Athl. Paranaense        | A1/PR+A                 | 1+0        | 0          | CB              | 0               | 0               |                    | -                  | -                  |             | -           | -           | 1      | 0      |        |
| Totale Athl. Paranaense | Totale Athl. Paranaense | Totale Athl. Paranaense | 4          | 0          |                 | 0               | 0               |                    | 0                  | 0                  |             | -           | -           | 4      | 0      |        |
| 2023                    | Goiás                   | PD/GO+A                 | 8+1        | 0          | CB              | 0               | 0               | CS                 | 3                  | 0                  | CV          | 2           | 0           | 14     | 0      |        |
| Totale carriera         | Totale carriera         | Totale carriera         | 15         | 0          |                 | 1               | 1               |                    | 3                  | 0                  |             | 3           | 1           | 22     | 2      |        |

## Palmarès
- Copa Verde: 1

Goiás: 2023